# Джерело в урочищі Лан
Джерело́ в уро́чищі Лан — гідрологічна пам'ятка природи місцевого значення в Україні. Розташоване на східній околиці села Росохач Чортківського району Тернопільської області, в межах лісового урочища «Дача Галілея», на лівому високому березі річки Серет.
Площа 0,05 га. Оголошене об'єктом природно-заповідного фонду рішенням Тернопільської обласної ради від 30 січня 2003] року № 98. Перебуває у віданні Росохацького сільради. 
Під охороною — джерело підземних вод, що має важливе історико-культурне, сакральне, оздоровче та естетичне значення. 
На місці джерела побудована капличка.